# Lở đất Thâm Quyến 2015
Vào ngày 20 tháng 12 năm 2015, một vụ lở đất ở thành phố Thâm Quyến, tỉnh Quảng Đông đã kéo đổ ít nhất 33 tòa nhà, chôn vùi nhiều người trong đống đổ nát. 11 người dính líu đã bị bắt để điều tra.

## Cấp cứu và ảnh hưởng
Khoảng 4000 nhân viên cứu cấp đang tìm người sống sót. Tính đến ngày 1/1/2016, số người mất tích trong vụ lở đất đã lên đến 62 người, 12 người chết và 16 người bị thương 
. Một người đã được cứu sống sau gần 70 giờ tim kiếm. Đất bùn đã lấp một khoảng đất có diện tích khoảng 38 mẫu tây, cao có thể đến 10 m.
Ít nhất 900 người đã được sơ tán khỏi khu vực bị ảnh hưởng, theo BBC Tiếng Trung.

## Nguyên nhân
Trận lở đất được cho là đã dẫn tới một số vụ nổ ga làm ảnh hưởng tới nhiều tòa nhà, tuy nhiên các nguyên nhân chính vẫn còn chưa được công bố chính thức.. Mặc dù vậy, trang mạng Vi Bác của Bộ Tài nguyên đất đai của Trung Quốc đánh giá, phần đất bị lở là đất bồi đắp nhân tạo, trong khi phần đất núi gốc không hề bị suy chuyển.
Cảnh sát đã đột kích hai cơ sở của Công ty phát triển đầu tư Yixianglong Thâm Quyến có trách nhiệm quản lý các bãi đổ rác, một phó giám đốc hãng đã bị bắt. Theo Reuters hôm 22-12, hồ sơ từ chính quyền cho thấy công ty không đủ điều kiện để thực hiện công việc tích trữ bùn đất từ các công trình xây dựng của địa phương.
Trước vụ lở đất kinh hoàng hôm 20-12 ở khu công nghiệp ngoại ô thành phố Thâm Quyến, Trung Quốc, đã có không ít lời cảnh báo về nguy cơ thảm họa, nhưng đều bị chính quyền địa phương phớt lờ. Đến tận sáng 20-12, hàng loạt xe tải vẫn còn đổ đất đá tại bãi phế liệu này. Khi đó nó đã trở thành một quả núi nhỏ cao 100m. Do mưa lớn trong buổi sáng, đất của quả núi này biến thành bùn và lở đất xảy ra.

## Điều tra
Người phụ trách Văn phòng Quản lý đô thị của một quận ở tỉnh Thâm Quyến, Trung Quốc, đã nhảy lầu tự sát một tuần sau vụ lở. Ngoài ra, chính quyền Trung Quốc đã bắt giam 11 người bị xem là phải chịu trách nhiệm trong vụ này, theo tin của Tân Hoa Xã. Trong số những người bị bắt có một lãnh đạo của công ty đầu tư, một số thanh tra và quan chức pháp lý ở Thẩm Quyến.